# Megalagrion
Megalagrion (лат.) — род стрекоз из семейства стрелок (Coenagrionidae), насчитывающий 24 вида и 6 подвидов. Впервые описан английским энтомологом Робертом Маклахланом в 1883 году. Эндемичен для Гавайских островов. Первые представители рода появились около 10 млн лет назад в позднем миоцене. Имаго большинства видов имеют красную окраску, самки иногда зеленоватые. Личинки имеют зеленоватую или бледно-коричневую окраску, на конце брюшка три жабры, развиваются в горных водотоках или стоячих водоёмах, фитотельматах или в листовом опаде. 10 видов рода включены в список угрожаемых видов Международного союза охраны природы как редкие и исчезающие.

## Описание
Стрекозы преимущественно красного цвета, некоторые виды (например, Megalagrion koelense) могут быть чёрными. У самок ряда видов преобладает зелёный цвет. На затылке имеются красные заглазничные пятна, иногда сливающиеся по средней линии. Крылья прозрачные, у самок Megalagrion blackburni слегка затемнённые. Длина крыльев варьирует от 19 до 36 мм. Жилки чёрные. Птеростигма красная, ромбовидная, занимает две ячейки. Между четырёхугольником в основании крыла и узелком (жилка, соединяющая костальную и субкостальную жилки) располагаются от 9 до 10 ячеек. Ноги красные. Голени покрыты чёрными, длинными шипиками. Брюшко длиной от 30 до 47 мм, может быть полностью красным или иметь рисунок из чёрных колец и пятен. На вершине брюшка у самцов имеется пара генитальных придатков. Основание верхних придатков (церок) расширено. На вершине каждого из придатков имеется дополнительный отросток, придающий ему раздвоенный вид. Нижние придатки (парапрокты) имеют серповидную форму. Кончики этих придатков могут быть раздвоены (Megalagrion nigrohamatum) или иметь субапикальный шип (Megalagrion pacificum, Megalagrion xanthomelas). Личинки зеленоватые или бледно-коричневые. На конце брюшка расположены три жабры, длина и форма которых у разных видов различна. Длина личинки, включая жабры, достигает 17 мм. Яйца янтарно-жёлтые, длиной около 1 мм.

## Экология
В зависимости от мест развития личинок выделяют пять экологических групп:
- обитатели горных ручьёв (Megalagrion blackburni и Megalagrion oceanicum);
- обитатели луж, образующихся в местах выхода грунтовых вод (Megalagrion hawaiiense и Megalagrion mauka);
- обитатели фитотельматов — микроводоёмов, образующихся в листьях или цветках растений (Megalagrion kauaiense и Megalagrion koelense);
- обитатели влажного листового опада (Megalagrion oahuense);
- обитатели постоянных стоячих водоёмов или болот (Megalagrion xanthomelas, Megalagrion pacificum, Megalagrion calliphya и Megalagrion paludicola).

Имаго летают вблизи водоёмов, встречаются до высоты 2000 м над уровнем моря. Эволюция отдельных видов рода Megalagrion шла по пути освоения разных сред развития личинок и местообитаний имаго. Наиболее изменчивыми морфологическими признаками имаго, разграничивающими разные экологические группы, являются размеры тела, размеры глаз и диаметр фасеток. Личинки наиболее крупных стрекоз обитают в горных ручьях, длина груди имаго у них составляет около 6 мм. Личинки самых мелких видов живут в постоянных стоячих водоёмах, длина груди около 4 мм. Виды, обитающие в водоёмах, образованных в местах выхода грунтовых вод, имеют промежуточные характеристики. При уменьшении размера тела имаго уменьшаются диаметр фасеток их глаз и разрешающая способность глаза. Для адаптации к сложным средам у мелких видов развивается регионализация глаза, при которой фасетки имеют разный диаметр в разных частях глаза и разные углы оптических осей. При регионализации чувствительность и разрешающая способность глаз увеличиваются.
Виды разных экологических групп сильно отличаются по форме, размеру и длине жаберных отростков. Различают три типа жабр: листовидные, мешковидные и ланцетные. Исходным типом являются листовидные жабры. У Megalagrion calliphya жабры разделены на две части. Базальная часть сильно пигментирована, верхушечная часть — светлая. Мешковидные жабры встречаются у видов, развивающихся в фитотельматах. Ланцетные жабры встречаются у личинок, населяющих быстротекущие горные ручьи. Края жабр данного типа часто зазубрены и имеют шиповидные щетинки.
Самцы некоторых видов являются территориальными животными, они занимают и охраняют свою индивидуальную территорию. Такое поведение отмечали у Megalagrion blackburni, Megalagrion heterogamias, Megalagrion nigrohamatum, Megalagrion mauka и Megalagrion calliphya. Нетерриториальными являются Megalagrion amaurodytum и Megalagrion koelense.
У части видов отмечено изменение степени полового диморфизма в зависимости от условий окружающей среды. Это явление изучено американским энтомологом из Индианского университета в Блумингтоне Эйдель Купер (англ. Idelle Cooper). В качестве модельного вида был выбран наиболее широко распространённый и изменчивый вид Megalagrion calliphya. Самцы этого вида имеют преимущественно красную окраску, а самки могут быть либо красными (андроморфные), либо зеленоватыми (гиноморфные). На частоту морф самок оказывает влияние главным образом интенсивность света, которая возрастает при увеличении высоты над уровнем моря. Половой диморфизм в окраске наиболее выражен на равнинных участках, а на высоте выше 1800 м самки и самцы имеют одинаковую красную окраску. Отмечают, что температура тела самок зелёной окраски значимо выше, чем температура красных самок. Это объясняется меньшим поглощением света красным пигментом в инфракрасной области спектра излучения. Предполагают, что красный пигмент выполняет функцию антиоксиданта.
Самки откладывают яйца на листья, стебли и корни водных и прибрежно-водных растений. Самки Megalagrion xanthomelas откладывают яйца на черешок вайи папоротника Marsilea villosa или на стебель Commelina diffusa. Иногда яйца откладывают в воду, опуская бо́льшую часть брюшка. В это время самец придерживает самку за грудь анальными придатками. На яйцах, отложенных стрекозами в растения, паразитируют наездники Anagrus subfuscus из семейства Mymaridae.
Личинки стрекоз питаются водными личинками хирономид (Telmatogeton и Tanytarsus), мокрецов (Dasyhelea hawaiiensis), береговушек (Scatella) и болотниц, олигохетами, водными жуками (Limnoxenus semicylindricus). Иногда крупные личинки поедают более мелких личинок своего же вида. В лабораторных условиях имаго Megalagrion oahuense жили до 17 дней и питались мелкими чешуекрылыми, личинками и куколками жуков. В природе стрекозы питаются, кроме того, бабочками, двукрылыми и пауками. Иногда имаго Megalagrion становятся жертвами более крупной стрекозы Anax strenuus, также эндемика Гавайских островов.

## Систематика и происхождение
Первый вид, относимый в настоящее время к роду Megalagrion, был описан в 1876 году бельгийским энтомологом Мишелем-Эдмондом Сели-Лонгшаном под названием Agrion xanthomelas. В 1883 году Роберт Маклахлан описал ещё несколько видов стрелок с Гавайских островов и выделил их в самостоятельный род Megalagrion. Около 20 представителей этого рода описал в 1899 году Роберт Перкинс. Подробные сведения об экологии многих видов Megalagrion были получены Фрэнсисом Уильямсом.
Предковыми формами рода Megalagrion были, вероятно, представители рода Pseudagrion. Метод молекулярных часов с использованием митохондриальной ДНК показывает, что предполагаемый предок рода появился около 10 млн лет назад, ещё до образования Гавайских островов. Первым был заселён остров Кауаи около 4 млн лет назад. Личинки первых видов развивались в горных ручьях с быстрым течением или освоили фитотельматы. Примерно 1,5 млн лет назад группа видов, заселившая остров Оаху, заняла водоёмы, образованные в местах выхода грунтовых вод, и наземные местообитания. Установлено, что видовое богатство и уровень эндемизма зависит от геологического возраста острова. В процессе формирования фауны рода Megalagrion на Гавайских островах, вероятно, были случаи гибридогенного видообразования в парах: Megalagrion xanthomelas × Megalagrion paciﬁcum, Megalagrion eudytum × Megalagrion vagabundum, Megalagrion orobates × Megalagrion oresitrophum, Megalagrion nesiotes × Megalagrion oahuense и Megalagrion mauka × Megalagrion paludicola.

## Цитогенетика
Изучение особенностей кариотипа проведено только у вида Megalagrion oahuense. В диплоидном наборе этого вида насчитывается 28 хромосом. Имеются две унивалентные X-хромосома и м-бивалент. У Megalagrion oahuense м-бивалент немного больше Х-хромосомы, в отличие от близкого рода Pseudagrion, у которого крупнее Х-хромосома. Длина бивалентов на стадии метафазы находится в диапазоне от 2 до 4,6 мкм. Сестринские хроматиды соединяются друг с другом только в одной точке.

## Виды
Род включает 24 вида и 6 подвидов:
| Виды и подвиды                                          | Острова, на которых вид обитает            | Местообитания личинок | Статус МСОП |
| ------------------------------------------------------- | ------------------------------------------ | --------------------- | ----------- |
| Megalagrion adytum (Perkins, 1899)                      | Кауаи                                      | родники               | [ 17 ]      |
| Megalagrion amaurodytum (Perkins, 1899)                 | Молокаи, Гавайи, † Оаху, † Мауи            | фитотельматы          | нет         |
| Megalagrion amaurodytum amaurodytum (Perkins, 1899)     | Молокаи, † Мауи                            | фитотельматы          | нет         |
| Megalagrion amaurodytum fallax (Perkins, 1899)          | Гавайи                                     | фитотельматы          | нет         |
| Megalagrion amaurodytum peles (Perkins, 1899)           | Гавайи                                     | фитотельматы          | нет         |
| Megalagrion amaurodytum waianaeanum (Perkins, 1899)     | Оаху                                       | фитотельматы          | нет         |
| Megalagrion blackburni McLachlan, 1883                  | Мауи, Молокаи, Ланаи, Гавайи               | ручьи                 | нет         |
| Megalagrion calliphya McLachlan, 1883                   | Мауи, Молокаи, Ланаи, Гавайи               | стоячие водоёмы       | нет         |
| Megalagrion calliphya calliphya McLachlan, 1883         | Мауи, Молокаи, Ланаи, Гавайи               | стоячие водоёмы       | нет         |
| Megalagrion calliphya microdemas (Perkins, 1899)        | Гавайи                                     | стоячие водоёмы       | нет         |
| Megalagrion eudytum (Perkins, 1899)                     | Кауаи                                      | родники               | нет         |
| Megalagrion hawaiiense McLachlan, 1883                  | Оаху, Мауи, Молокаи, Ланаи, Гавайи         | родники               | нет         |
| Megalagrion heterogamias (Perkins, 1899)                | Кауи                                       | ручьи                 | нет         |
| † Megalagrion jugorum (Perkins, 1899)                   | † Мауи, † Ланаи                            | неизвестно            | [ 18 ]      |
| Megalagrion kauaiense (Perkins, 1899)                   | Кауаи                                      | фитотельматы          | нет         |
| Megalagrion koelense (Blackburn, 1884)                  | Оаху, † Мауи                               | фитотельматы          | [ 19 ]      |
| Megalagrion leptodemas (Perkins, 1899)                  | Оаху                                       | стоячие водоёмы       | [ 20 ]      |
| Megalagrion mauka Daigle, 1997                          | Кауаи                                      | родники               | нет         |
| Megalagrion molokaiense (Perkins, 1899)                 | Молокаи                                    | неизвестно            | [ 21 ]      |
| Megalagrion nesiotes (Perkins, 1899)                    | Мауи                                       | родники               | [ 22 ]      |
| Megalagrion nigrohamatum (Blackburn, 1884)              | Мауи, Оаху, Молокаи, † Ланаи, † Гавайи     | стоячие водоёмы       | нет         |
| Megalagrion nigrohamatum nigrohamatum (Blackburn, 1884) | Мауи, Молокаи, † Ланаи, † Гавайи           | стоячие водоёмы       | нет         |
| Megalagrion nigrohamatum nigrolineatum (Perkins, 1899)  | Оаху                                       | стоячие водоёмы       | [ 23 ]      |
| Megalagrion oahuense (Blackburn, 1884)                  | Оаху                                       | лесная подстилка      | [ 24 ]      |
| Megalagrion oceanicum McLachlan, 1883                   | Оаху                                       | ручьи                 | [ 25 ]      |
| Megalagrion oresitrophum (Perkins, 1899)                | Кауаи                                      | стоячие водоёмы       | нет         |
| Megalagrion orobates (Perkins, 1899)                    | Кауаи                                      | стоячие водоёмы       | нет         |
| Megalagrion pacificum (McLachlan, 1883)                 | Кауи, Оаху, Мауи, Молокаи, Ланаи, † Гавайи | стоячие водоёмы       | [ 26 ]      |
| Megalagrion paludicola Maciolek & Howarth, 1979         | Кауаи                                      | болота                | нет         |
| Megalagrion vagabundum (Perkins, 1899)                  | Кауаи                                      | родники               | нет         |
| † Megalagrion williamsoni (Perkins, 1910)               | † Кауаи                                    | неизвестно            | нет         |
| Megalagrion xanthomelas (Selys, 1876)typus              | Оаху                                       | стоячие водоёмы       | [ 27 ]      |

## Охрана
В Красный список угрожаемых видов МСОП внесены 10 видов рода Megalagrion. Один вид — Megalagrion jugorum — официально признан исчезнувшим, однако, по мнению американского энтомолога Дэна Польхемуса, в близком к вымиранию положении находятся также виды Megalagrion molokaiense и Megalagrion williamsoni. Последние находки вида Megalagrion molokaiense и подвида Megalagrion amaurodytum waianaeanum были сделаны в 1940-х годах. Вид Megalagrion williamsoni был описан в 1910 году по единственному экземпляру и после этого не был обнаружен. Подвид Megalagrion amaurodytum fallax, предположительно, является синонимом Megalagrion amaurodytum peles, но у специалистов нет единого мнения на этот счёт.
Наиболее значимыми факторами, которые оказывают влияние на состояние популяций эндемичных видов стрекоз этого рода, являются:
- интродукция цихловых и пецилиевых рыб, завезённых для борьбы с кровососущими комарами;
- вселение полуводного растения Brachiaria mutica, которое в местах произрастания образует плотные заросли, что приводит к исчезновению участков водоёмов с открытой водой;
- осушение водоёмов, в которых развиваются личинки, в результате перепотребления для нужд сельского хозяйства и бытового водоснабжения;
- деградация водосборных территорий в результате интродукции копытных, особенно свиней.

Для сохранения видов Дэн Польхемус рекомендует следующие меры:
- проведение мониторинга и оценки стабильности известных популяций;
- взятие под охрану критически важных водосборных бассейнов;
- искусственное разведение личинок и возвращение их в природную среду.

## Комментарии
1. ↑  Знаком † обозначены острова, на которых, по мнению Дэна Польхемуса, таксон вымер.